# Луцій Корнелій Лентул (консул 199 року до н. е.)
Луцій Корнелій Лентул (лат. Lucius Cornelius Lentulus, 245 до н. е. —173 до н. е.) — військовий та політичний діяч Римської республіки.

## Життєпис
Походив з патриціанського роду Корнеліїв Лентулів. Син Луція Лентула Кавдіна, консула 237 року до н. е.
У 213 р. був кооптований до колегії децемвірів священнодійств. У 209 році до н. е. обіймав посаду курульного едила. У 206 році до н. е., бувши приватною особою, отримав проконсульский імперій і провінцію Іспанія, де залишався до 200 року до н. е.
У 205 році до н. е. спільно з колегою придушив повстання Індібіліса і Мандонія. У 200 році до н. е. повернувся до Риму. Претендував на тріумф, проте отримав лише овацію, тому володів імперієм, бувши приватною особою.
У 199 році до н. е. обирається консулом (разом з Публієм Віллієм Таппулом). Призначив тріумвірів для запису нових громадян в колонію Нарнія, провів вибори цензорів. Отримав провінцію Італія, але після поразки намісника Бебія вирушив до Галії і залишався там до кінця 198 року до н. е., хоча не досяг істотних успіхів.
У 196 році до н. е. спрямований для вирішення конфлікту між царями Антіохом III і Птолемеєм V Епіфаном. Спільно з іншими послами прибув до Лисимахії для зустрічі з Антіохом і зажадав від нього звільнити зайняті ним азійські міста, що належали раніше Птолемею і Філіпу V Македонському. Викликав і вислухав послів Лампсака і Смірни. Втім перемовини нічим не завершилися. Помер у 173 році до н. е.

## Родина
- Публій Корнелій Лентул, консул-суффект 162 року до н. е.